# Губарев, Пётр Стефанович
Пётр Стефанович Губарев (1905—1971) — красноармеец Рабоче-крестьянской Красной Армии, участник Великой Отечественной войны, Герой Советского Союза (1944).

## Биография
Родился в 1905 году в селе Камышное (ныне — Беловский район Курской области) в крестьянской семье. Окончил начальную школу, работал в колхозе. В феврале 1943 года был призван на службу в Рабоче-крестьянскую Красную Армию. С того же года — на фронтах Великой Отечественной войны. Был сапёром 180-го отдельного сапёрного батальона 167-й стрелковой дивизии 38-й армии 1-го Украинского фронта.
Отличился во время боёв на Лютежском плацдарме и освобождения Киева. В ноябре 1943 года был тяжело ранен, восемь месяцев лечился в госпитале.
Указом Президиума Верховного Совета СССР «О присвоении звания Героя Советского Союза генералам, офицерскому, сержантскому и рядовому составу Красной Армии» от 10 января 1944 года за «образцовое выполнение боевых заданий командования на фронте борьбы с немецко-фашистскими захватчиками и проявленные при этом отвагу и геройство» был удостоен высокого звания Героя Советского Союза с вручением ордена Ленина и медали «Золотая Звезда».
В 1945 году был демобилизован. Проживал в родной деревне, работал в колхозе. Умер 10 декабря 1971 года.
Был также награждён рядом медалей.